# خط طول 80° شرق
خط طول 80° شرق هو أحد خطوط الطول الجغرافية، والتي تمتد من القطب الشمالي الجغرافي إلى القطب الجنوبي الجغرافي، وحسب التحويل الزمني يتقدم خط طول 80° شرق عن خط غرينتش بـ5 ساعة و20 دقيقة.

## من القطب إلى القطب
ينطلق خط طول 80° شرق من القطب الشمالي نحو القطب الجنوبي مرورا بالمناطق التي ترد في الجدول التالي:
| الإحداثيات                         | البلد أو الإقليم أو البحر | ملاحظات                                                                                              |
| ---------------------------------- | ------------------------- | --- |
| 90°0′N 80°0′E / 90.000°N 80.000°E  | المحيط المتجمد الشمالي    | |
| 81°7′N 80°0′E / 81.117°N 80.000°E  | بحر كارا                  | |
| 80°58′N 80°0′E / 80.967°N 80.000°E | روسيا                     | جزيرة أوشاكوف                                                                                        |
| 80°50′N 80°0′E / 80.833°N 80.000°E | بحر كارا                  | مرورا بغرب جزيرة ديكسون, روسيا                                                                       |
| 72°11′N 80°0′E / 72.183°N 80.000°E | روسيا                     | |
| 50°51′N 80°0′E / 50.850°N 80.000°E | كازاخستان                 | |
| 44°58′N 80°0′E / 44.967°N 80.000°E | جمهورية الصين الشعبية     | سنجان – لحوالي 18 km                                                                                 |
| 44°48′N 80°0′E / 44.800°N 80.000°E | كازاخستان                 | |
| 42°22′N 80°0′E / 42.367°N 80.000°E | قرغيزستان                 | |
| 42°2′N 80°0′E / 42.033°N 80.000°E  | جمهورية الصين الشعبية     | Xinjiang                                                                                             |
| 35°27′N 80°0′E / 35.450°N 80.000°E | أكساي تشين                | Disputed between الهند و جمهورية الصين الشعبية                                                       |
| 34°39′N 80°0′E / 34.650°N 80.000°E | جمهورية الصين الشعبية     | منطقة التبت ذاتية الحكم                                                                              |
| 30°52′N 80°0′E / 30.867°N 80.000°E | أكساي تشين                | Disputed between الهند و جمهورية الصين الشعبية – لحوالي 4 km                                         |
| 30°50′N 80°0′E / 30.833°N 80.000°E | الهند                     | أوتاراخند أتر برديش ماديا براديش ماهاراشترا أندرا برديش تاميل نادو                                   |
| 12°14′N 80°0′E / 12.233°N 80.000°E | المحيط الهندي             | خليج البنغال                                                                                         |
| 9°48′N 80°0′E / 9.800°N 80.000°E   | سريلانكا                  | شبه جزيرة جافنا [لغات أخرى]‏                                                                          |
| 9°36′N 80°0′E / 9.600°N 80.000°E   | المحيط الهندي             | مضيق بالك                                                                                            |
| 9°0′N 80°0′E / 9.000°N 80.000°E    | سريلانكا                  | |
| 6°24′N 80°0′E / 6.400°N 80.000°E   | المحيط الهندي             | |
| 60°0′S 80°0′E / 60.000°S 80.000°E  | المحيط الجنوبي            | |
| 68°2′S 80°0′E / 68.033°S 80.000°E  | القارة القطبية الجنوبية   | الإقليم الأسترالي في القارة القطبية الجنوبية، المطالب الإقليمية بالقارة القطبية الجنوبية by أستراليا |